# 至誠堂
至誠堂（しせいどう）とは明治時代に創業された日本の出版社である。

## 概要
1895年（明治28年）に加島虎吉が日本橋人形町に貸本業を創業、取次や販売業とその手を広げ、1899年（明治32年）ころから出版業を始めている。木版口絵を付けた本は少なかったが、鏑木清方、公文菊仙の作品が見られる。
大正14年（1925年）5月7日、東京書籍業組合に幹事および評議員の辞任を表明、破産を宣告した。
なお、上記の社とは別に、戦後に出版活動を行ったと思われる、同名の出版社「株式会社・至誠堂」が2社ある。
- 東京都文京区目白台（至誠堂選書・至誠堂新書などを刊行。また書店・株式会社至誠堂書店も同住所にある）
- 東京都中央区日本橋本町（木製品・印刷出版・事務用品を扱う）

## 出版物
- 村上浪六 「雪だるま」 1905年 口絵は鏑木清方
- 村上浪六 「元禄忠魂録」 1912年 口絵は公文菊仙